# Валенко Едуард Анатолійович
Едуард Анатолійович Валенко (нар. 21 лютого 1960, Львів) — радянський і український футболіст, нападник, згодом — футбольний арбітр. Єдиний гравець в історії львівських «Карпат», який зіграв за команду у вищих лігах чемпіонатів СРСР та України.

## Життєпис
Перший тренер — В. П. Асланян.
Закінчив Львівський торгово-економічний інститут.
Почав грати на професійному рівні в 1978 році у дублі львівських «Карпат». Головним тренером тоді був Ернест Юст, а дубль тренував Борис Рассихін. У вересні в команді сталася зміна керманича – Ернеста Юста замінив Іштван Секеч. Після відходу Іштвана Секеча з команди, «Карпати» вилетіли в першу лігу. Коли відбулось об’єднання «Карпат» і СКА, Валенко перейшов у хмельницьке «Поділля». Загалом у Хмельницькому провів шість сезонів і забив 71 гол. Коли вперше задумався про завершення кар'єри, то Володимир Булгаков запросив у херсонський «Кристал». З 1992 року виступав у новоствореному ФК «Львів», а в 33-річному віці став гравцем основного складу вищолігових «Карпат»:
|  | Напевне грав я непогано, хоча в той час футбол для мене вже був більше як хобі, і восени 1993 року Мирон Маркевич запропонував мені та Івану Гамалію, який, до речі, старший за мене на три з лишнім роки, допомогти «Карпатам». Коли ми прийшли в команду, то вона була на 13-му місці. Не знаю, чим це пояснити, але з нашою появою «Карпати» видали семиматчеву безпрограшну серію. |

У 1995 році поїхав у Швецію і півтора року грав за команду спочатку четвертого, а потім третього дивізіону АІК з містечка Епельбу. Завершив кар'єру футболіста в миколаївському «Цементнику-Хорда».
Потім став лайнсменом. Разом з братом Андрієм Валенком працював помічником судді у першій та вищій лігах. Пізніше став інспектором ФФУ.
Мешкає у Львові.